# Xanthorhoe lucasaria
Xanthorhoe lucasaria là một loài bướm đêm trong họ Geometridae.